# Петя Неделчева
Петя Тодорова Неделчева е най-титулуваната българска бадминтонистка. Участва на три летни олимпиади, в Атина през 2004, в Пекин през 2008 и в Лондон през 2012. Печелила е шест пъти Европейската купа и е достигала до четвъртфинал на Европейско първенство (2006).
Започва кариерата си в бадминтона в отбора на Локомотив Стара Загора. През 2001 г. е бронзова медалистка за девойки от европейското първенство в Спала (Полша) на сингъл и на двойки с Мая Иванова. Тя е шесткратна победителка на Откритото първенство на България по бадминтон (2001, 2003, 2005, 2007, 2008 и 2009 г.).
Влиза в Топ 10 на световната ранглиста, като на сингъл достига до № 8 в ранглистата, а на двойки (в партньорство с Анастасия Руских) влиза в топ 3, като заема третата позиция в ранглистата. Печели олимпийска стипендия за Олимпиадата в Пекин през 2008 г.. През 2009 г. печели сребърен медал от Откритото първенство на Австрия по бадминтон. 
От 2009 г. започва да играе на двойки с рускинята Анастасия Руских. Двете завоюват сребърен медал от Европейското първенство в Манчестър през 2010 г. Тези успехи изкачват двойката на седмо място в световната ранглиста по бадминтон, а впоследствие двойката достига и до третото място.
На Олимпиадата в Лондон през 2012 г. е поставена под номер 15 в схемата и отпада в груповата фаза на турнира след една победа и една загуба. 
През 2015 г. Петя Неделчева става европейски клубен вицешампион, след като с отбора, за който се състезава – френският „Екс ан Прованс“, заема второ място на Европейското отборно първенство по бадминтон.